# Asplenium pinnatifidum
Asplenium pinnatifidum là một loài thực vật có mạch trong họ Aspleniaceae. Loài này được Nutt. miêu tả khoa học đầu tiên năm 1818.

## Hình ảnh

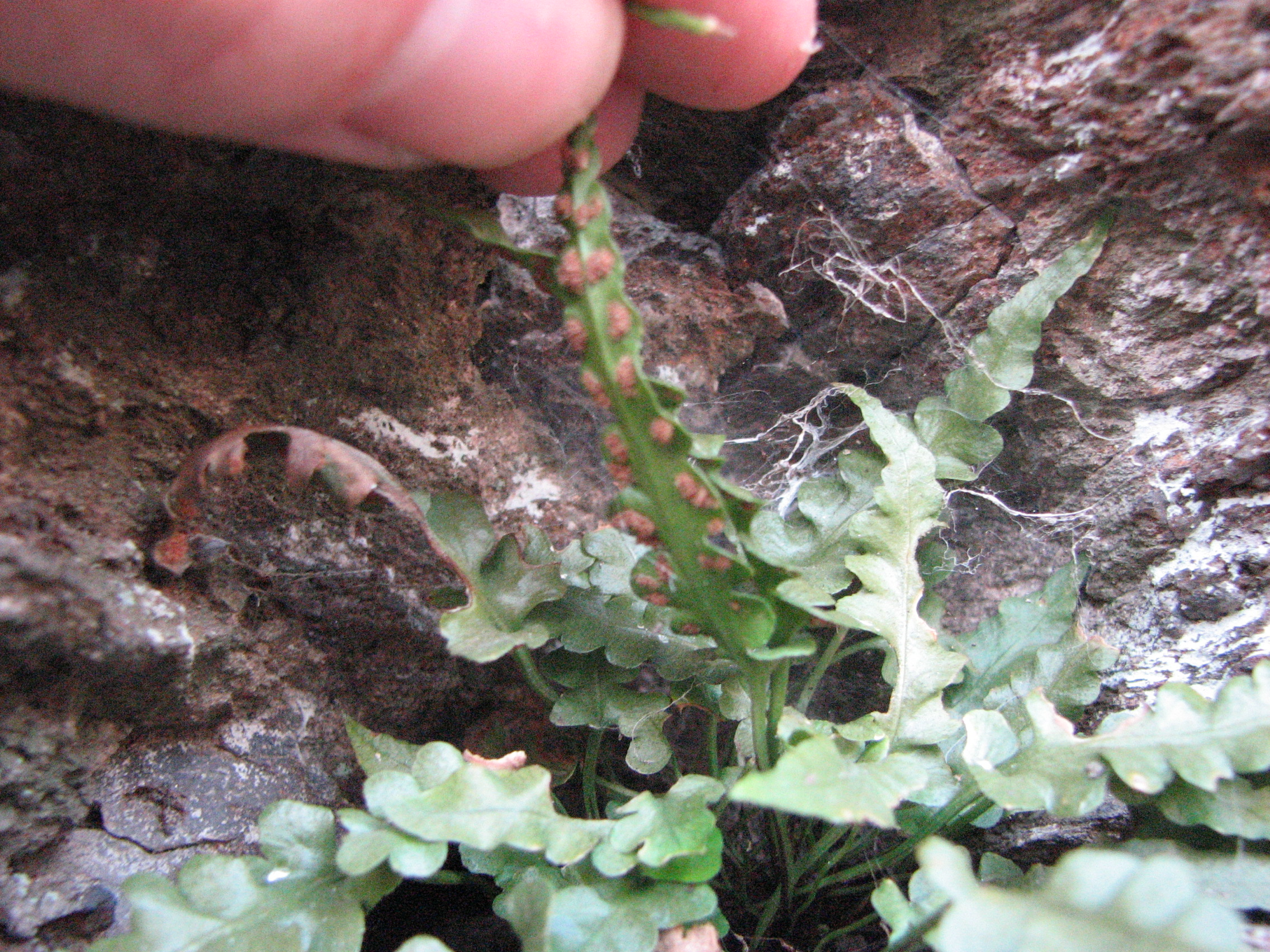
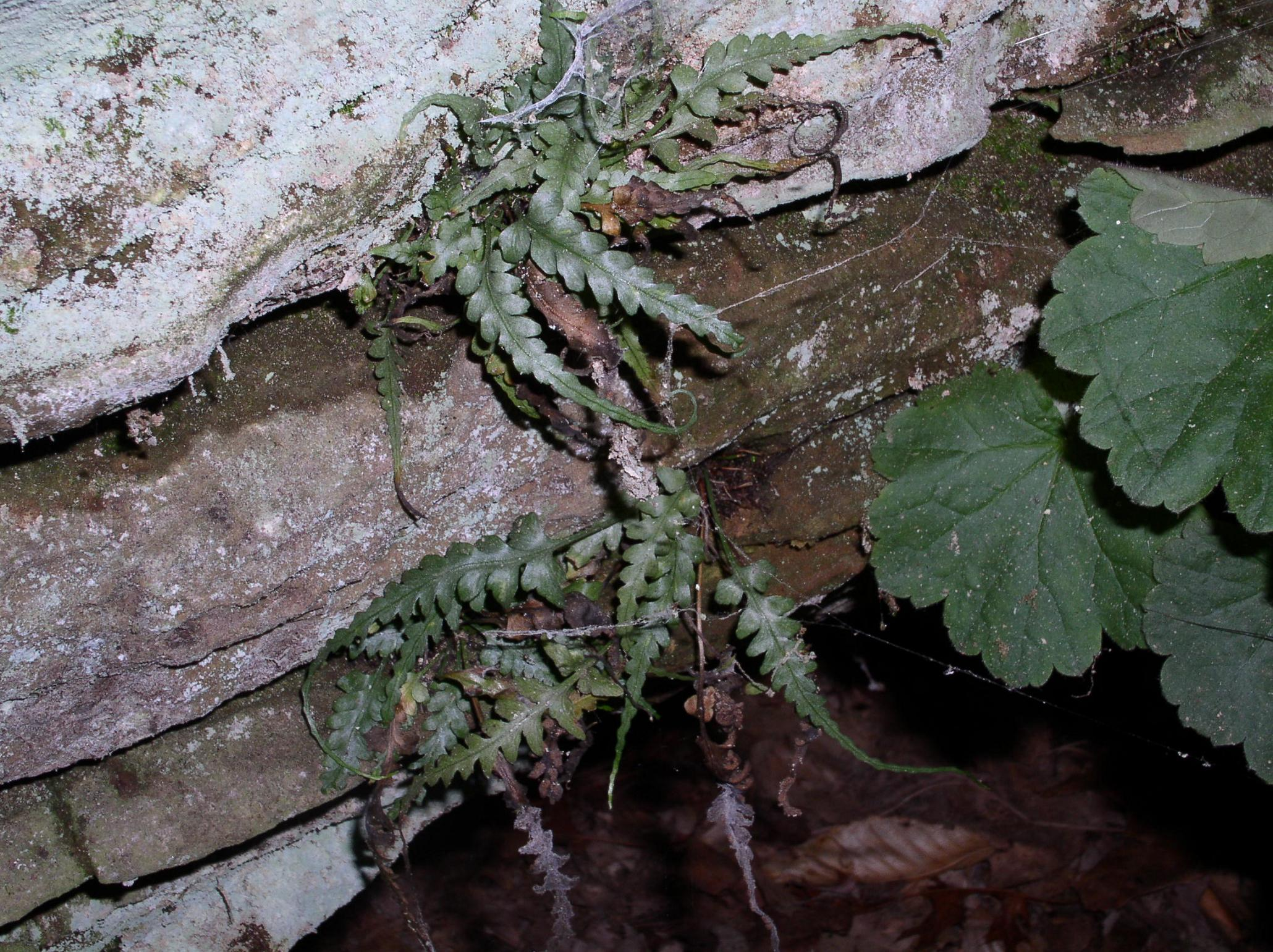
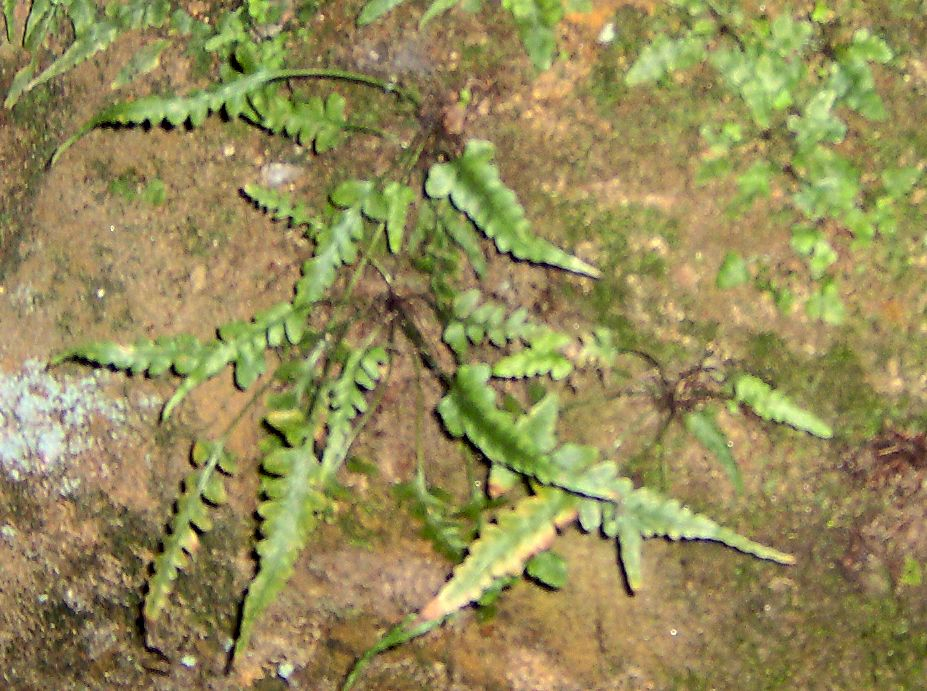
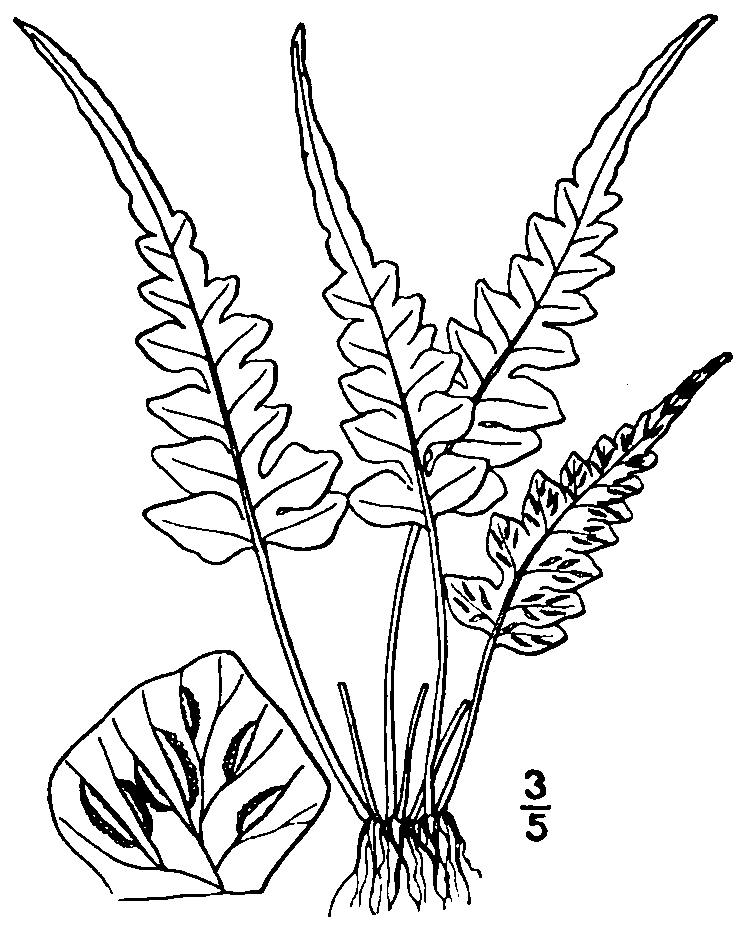